# Jacob Severin
Jacob Sørensen Severin (født 27. oktober 1691 i Sæby, død 23. marts 1753) var fra Sæby og var islandsk købmand og godsejer, da han ud over Island og Finnmarken tilbød at overtage handel og besejling af Grønland, da Hans Egedes Bergenskompagni blev opløst, og kongen ikke ønskede at varetage handelen mere.

## Baggrund
Jacob Severin blev født den 27. oktober 1691 i Sæby. Hans mor hed Birgitte Olsdatter. Hans far, Søren Nielsen, blev senere byfoged i Sæby. Jacob gik i skole til han var 15 år. I en tidlig alder kom han til penge ved at gifte sig d. 22. december 1713 i København med den 40 år ældre Maren Nielsdatter enke efter den islandske købmand Segud Langwagen og kom til at eje dennes forretning, der drev storhandel på Island og Finmarken og senere hvalfangst ved Spitsbergen. Maren Nielsdatter blev begravet på Øster Urtegård, København d. 10. august 1734, hos sin første mand Segud Langwagen

## Handelsliv
Han overtog status af Islandsk købmand i København efter Segud Langwagen (o.1645-før 1706). Han blev medlem af Stadens 32 mænd, hvorved han fik indflydelse og havde mulighed for foretræde for kongen.

## Grønlandshandel
I 1733 fik han eneprivilegium (monopol) på handelen på Grønland og et tilskud på 2000 rigsdaler årligt til missionen. I 1740 forhøjedes tilskuddet, da han påstod at have tabt 16000 rigsdaler, blandt andet på grund af at en dødbringende koppesygdom havde lagt landet øde.

## 2. ægteskab og Dronningslund Slot
Severin giftede sig anden gang i 1735 med Birgitte Sophie Nygaard af Resen (1704-1739). Fra 1735 overgik Dronninglund slot i hans navn fra den tidligere ejer Carl Adolph von Plessen.. Dronninglund og Dronninggård hovedgårde med 1000 tønder hartkorn gods, inklusiv Hals Ladegård og meget skov, der gav tømmer til hans skibe. Ved gården Bløden ved Hals, som han kaldte Grønlands Lykke, anlagde han et skibsbyggeri og trankogeri og en havn til skibene om vinteren.

## Eneret på Grønlandshandel håndhæves
I 1738-1739 havde hans ansatte ført en lille krig med hollænderne, der handlede ved de kolonier, hvor Sewerin havde eneret. Herefter fik han tilladelse til at føre det danske orlogsflag og fik hjælp til ammunition og våben. I 1739 tog han 4 skibe fra hollænderne, mens de til gengæld tog et af hans.

## Ægteskab med niece
I 1742 fik han kongelig bevilling til at indgå ægteskab med Maren Dalager, der var hans søsters datter. Han skulle til gengæld betale 33 rigsdaler til Sæby Hospital før ægteskabet.
Han boede på Dronninglund Slot til sin død den 23. marts 1753. Ved hans død opgjordes hans formue til 9000 rigsdaler.. Severin ligger begravet i Dronninglund Kirke.
Omkring 1744 tog han initiativ til Hedekroen ved Hjallerup. Fæsteren her skulle hvert år afholde et marked. Det er i dag det store Hjallerup Marked.
Poul Egede beskrev ham som en ejegod mand og hans kæreste ven.